# Xã Diamond, Quận Cherokee, Iowa
Xã Diamond (tiếng Anh: Diamond Township) là một xã thuộc quận Cherokee, tiểu bang Iowa, Hoa Kỳ. Năm 2010, dân số của xã này là 153 người.